# Velocisaurus unicus
Velocisaurus unicus ("rychlý ještěr") byl druh abelisauroidního teropoda z čeledi Noasauridae. Žil na území současné Argentiny (provincie Neuquén) v době před zhruba 85 miliony lety (svrchní křída).

## Historie
Fosilie tohoto malého teropoda byly objeveny roku 1985 v sedimentech značně bohatého souvrství Bajo de la Carpa, datovaných do období geologického stupně santon (asi před 86 až 84 miliony let). Holotyp s označením MUCPv 41 představuje pouze fragment kostry zadní končetiny, podle které popsal v roce 1991 druh V. unicus argentinský paleontolog José F. Bonaparte. V roce 2016 byl formálně popsán poněkud kompletnější exemplář stejného dinosaura (ačkoliv jde znovu jen o část kostry zadní končetiny), s katalogovým označením MPCN-PV-370.

## Popis
Šlo o malého dinosaura, dosahujícího zřejmě hmotnosti pouhých několika kilogramů Při délce kolem 1,5 metru měřila jeho holenní kost pouhých 14 centimetrů. Mezi vývojové příbuzné tohoto rodu patřil například madagaskarský rod Masiakasaurus nebo brazilský Vespersaurus.